# 2003
- Wikisource

| Calendário gregoriano                                                        | 2003 MMIII                          |
| Ab urbe condita                                                              | 2756                                |
| Calendário arménio                                                           | 1453 – 1454                         |
| Calendário bahá'í                                                            | 159 – 160                           |
| Calendário budista                                                           | 2547                                |
| Calendário chinês                                                            | 4699 – 4700 Início a 1 de fevereiro |
| Calendário copta                                                             | 1719 – 1720                         |
| Calendário etíope                                                            | 1995 – 1996                         |
| Calendários hindus - Vikram Samvat - Calendário nacional indiano - Cáli Iuga | 2058 – 2059 1924 – 1925 5103 – 5104 |
| Calendário Holoceno                                                          | 12003                               |
| Calendário islâmico                                                          | 1424 – 1425                         |
| Calendário judaico                                                           | 5763 – 5764 Início a 27 de setembro |
| Calendário persa                                                             | 1381 – 1382 Início a 21 de março    |
| Calendário rúnico                                                            | 2253                                |
| Calendário solar tailandês                                                   | 2546                                |

2003 (MMIII, na numeração romana) foi um ano comum do século XXI que começou numa quarta-feira, segundo o calendário gregoriano. A sua letra dominical foi E. A terça-feira de Carnaval ocorreu a 4 de março e o domingo de Páscoa a 20 de abril. Segundo o horóscopo chinês, foi o ano da Cabra, começando a 1 de fevereiro.

| Evento                                                   | Data            | Hora  |
| -------------------------------------------------------- | --------------- | ----- |
| Aquário                                                  | 20 de janeiro   | 11:53 |
| Peixes                                                   | 19 de fevereiro | 02:01 |
| primavera no hemisfério norte e outono no hemisfério sul |                 |       |
| Carneiro/equinócio                                       | 21 de março     | 01:00 |
| Touro                                                    | 20 de abril     | 12:03 |
| Gémeos                                                   | 21 de maio      | 11:13 |
| verão no hemisfério norte e inverno no hemisfério Sul    |                 |       |
| Caranguejo/solstício                                     | 21 de junho     | 19:11 |
| Leão                                                     | 23 de julho     | 06:05 |
| Virgem                                                   | 23 de agosto    | 13:09 |
| Outono no Hemisfério Norte e Primavera no Hemisfério Sul |                 |       |
| Balança/equinócio                                        | 23 de setembro  | 10:47 |
| Escorpião                                                | 23 de outubro   | 20:09 |
| Sagitário                                                | 22 de novembro  | 17:44 |
| inverno no hemisfério norte e verão no hemisfério sul    |                 |       |
| Capricórnio/solstício                                    | 22 de dezembro  | 07:04 |

| UTC: Portugal Continental, Madeira, Guiné-Bissau e São Tomé e Príncipe Subtrair (-): 1 h nos Açores e Cabo Verde 2 h nas Ilhas oceânicas brasileiras 3 h em Brasília, em Goiás, na Amazônia Oriental Brasileira e no nordeste, sudeste e sul brasileiros 4 h na Amazônia Ocidental Brasileira, Mato Grosso e Mato Grosso do Sul 5 h no Acre e sudoeste do Amazonas Adicionar (+): 1 h em Angola e Guiné Equatorial 2 h em Moçambique 8 h em Macau 9 h em Timor-Leste. |
| Adicionar uma hora durante a vigência do horário de verão: Portugal Continental : De 30 de março a 26 de outubro de 2003 |

| Ano completo                        |
| ----------------------------------- |
| Ano comum com início à quarta-feira |

Foi designado como o Ano Internacional da Água Potável, pela ONU.

## Eventos
- Fundação do Centro Social e Paroquial da Sé Catedral de Angra do Heroísmo.[1]
- Restauro e ampliação do órgão de tubos da Sé Catedral de Angra do Heroísmo.[1]

### Janeiro

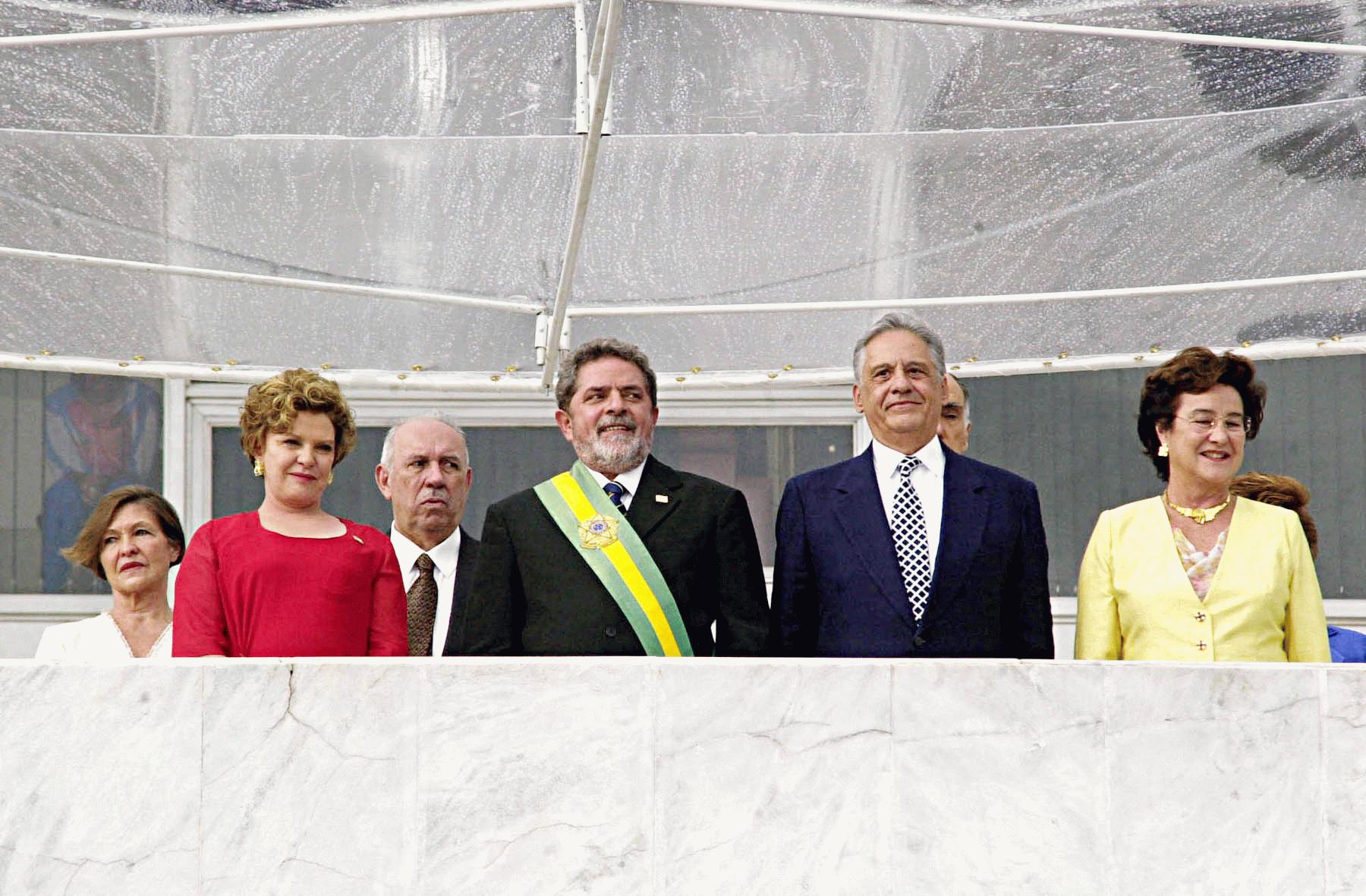
1 de janeiro - Luiz Inácio Lula da Silva assume a presidência da República Federativa do Brasil.

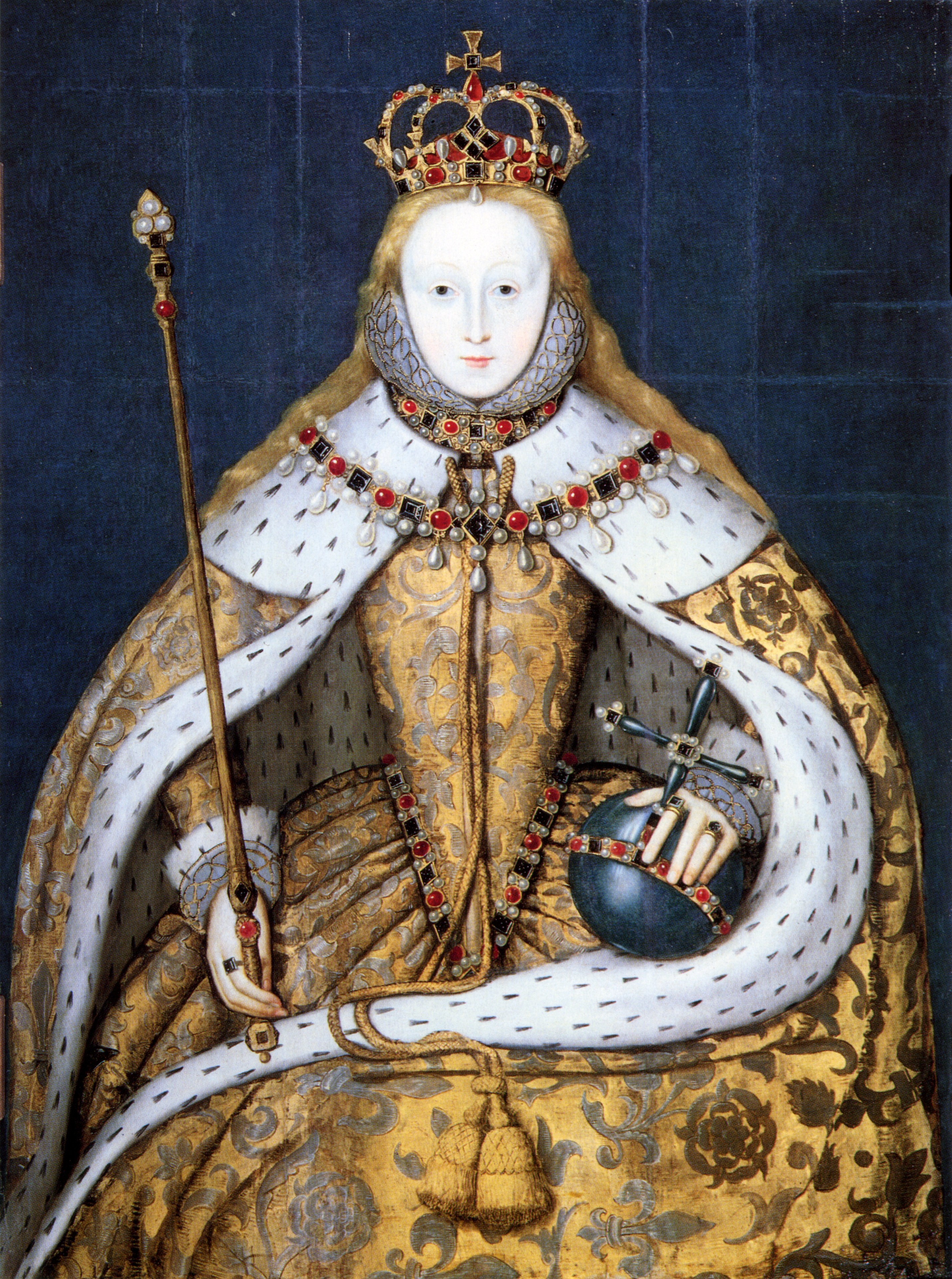
24 de março - 400 anos de morte da rainha Elizabeth I da Inglaterra.

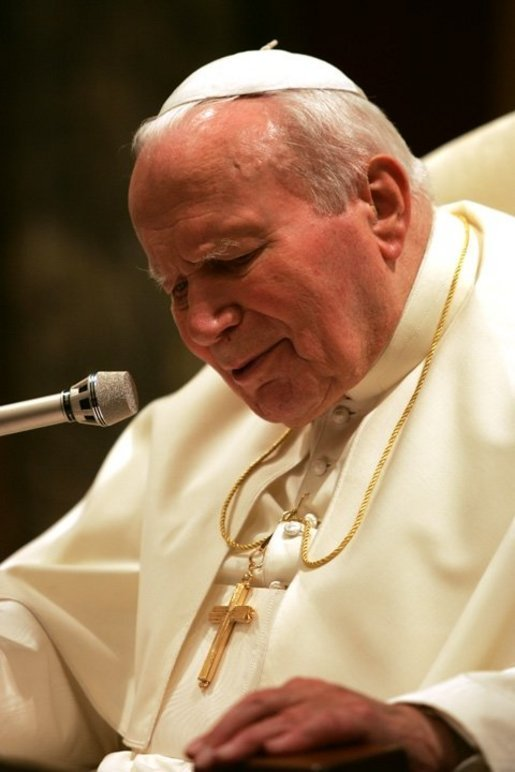
27 de abril - Papa João Paulo II beatifica Tiago Alberione.

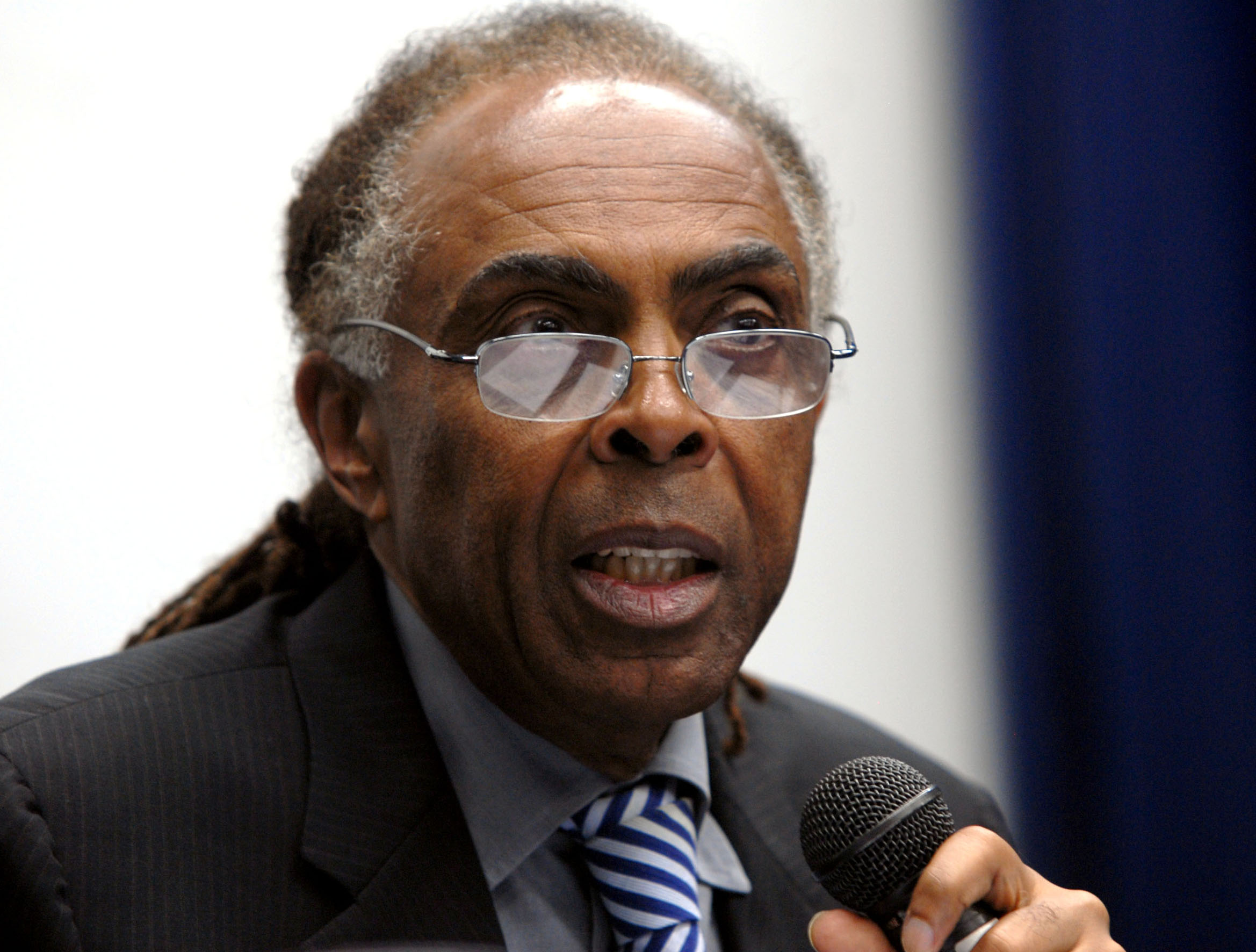
3 de setembro - Gilberto Gil recebe o Grammy Latino prêmio de Personalidade do Ano, Miami.

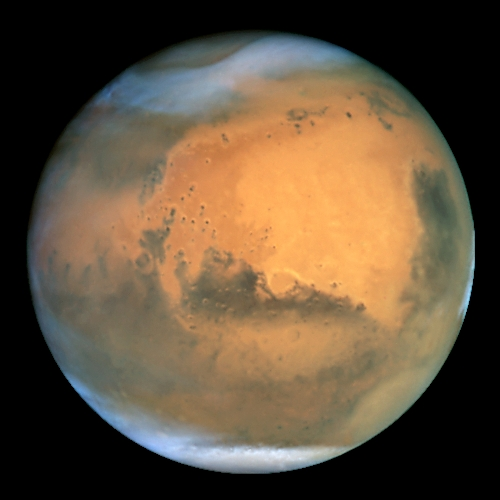
27 de agosto - Pela primeira vez em 60 000 anos o planeta Marte passa pela menor distância à Terra, 55 758 006 km.

- 1 de janeiro - Encerra o segundo mandato de Fernando Henrique Cardoso como presidente do Brasil. Luiz Inácio Lula da Silva assume o cargo.
- 2 de janeiro - Chávez visita Lula em Brasília e propõe a integração energética entre países latino-americanos
- 11 de janeiro - Entra em vigor o novo Código Civil brasileiro aprovado pelo Congresso em setembro de 2001.
- 24 de janeiro - O rapper Sabotage é assassinado.
- 30 de janeiro - França apreende Boeing da Varig por falta de pagamento do contrato de leasing pela Varig.

### Fevereiro
- 1 de fevereiro — Ônibus espacial Columbia desintegra-se durante a reentrada da missão STS-107 na atmosfera terrestre, matando todos os sete astronautas a bordo.
- 17 de fevereiro - Estreia Mulheres Apaixonadas, novela escrita por Manoel Carlos e exibida pela TV Globo, que chega a bater recorde de audiência na TV brasileira.
- 25 de fevereiro - A União Europeia chega a um acordo sobre "o primeiro instrumento de imigração legal", projeto de directiva comunitária sobre o direito de reunificação familiar de imigrantes.
  - Roh Moo-hyun assume a presidência da Coreia do Sul.
- 28 de fevereiro - Inaugurado o COMPOMUS (Laboratório de Composição Musical) da Universidade Federal da Paraíba (UFPB).

### Março
- 3 de março - Fundação da Associação Atlética Coruripe, clube de futebol do Alagoas.
- 4 de março - Carnaval - A Gaviões da Fiel vence o carnaval paulistano e conquista seu 4º título da história da escola, com um enredo que falava sobre as cinco regiões brasileiras.
- 5 de março - Carnaval - A Beija-Flor de Nilópolis vence o carnaval carioca; é o sétimo título da escola
- 6 de março - A Assembleia Nacional de Cuba reelege o líder Fidel Castro para mais um mandato de cinco anos à frente da presidência.
- 16 de março - José Durão Barroso, 1º ministro de Portugal, é o anfitrião da Cimeira das Lajes, Açores, onde recebe Tony Blair, George W. Bush e José Maria Aznar para combinarem a invasão do Iraque, apesar de várias manifestações antiguerra estarem a acontecer em cidades europeias, entre elas Lisboa, Madrid e Londres.
- 19 de março - Coligação liderada pelos Estados Unidos inicia guerra no Iraque contra Saddam Hussein.
- 24 de março - 400 anos de morte da rainha Elizabeth I da Inglaterra.
- 31 de março - O presidente da República, Luiz Inácio Lula da Silva, anunciou o aumento do salário-mínimo de 200 para 240 reais.

### Abril
- 14 de abril – O Projeto Genoma Humano é finalizado, com 99% do DNA sequenciado a uma precisão de 99,99%.
- 21 de abril - Morte da cantora Nina Simone
- 27 de abril - Beatificação de Tiago Alberione pelo Papa João Paulo II.

### Maio
- 1 de maio – O presidente dos Estados Unidos, George W. Bush, em um discurso, anuncia o fim da maior operação militar de 2003: a Invasão do Iraque.
- 2 de maio – A Marinha Portuguesa arriou pela última vez a bandeira portuguesa no Forte de São Sebastião, Angra do Heroísmo, dando lugar a uma intervenção de manutenção e recuperação. O imóvel foi assim requalificado como uma das Pousadas de Portugal, inaugurada no ano de 2006, com o estatuto e classificação de "Pousada Histórica Design", pondo fim a 469 anos da sua presença no local.
- 16 de maio - Eclipse lunar total visto principalmente nas Américas.
- 21 de maio - Um terremoto atinge a região norte da Argélia e deixa 2,2 mil pessoas mortas.[2][3]
- 25 de maio - Néstor Kirchner assume a Presidência da República Argentina.

### Junho
- 3 de junho - A dominicana Amelia Vega é eleita Miss Universo.
- 24 de junho – Por força de lei desta mesma data a localidade do Topo, ilha de São Jorge, recupera o estatuto de Vila, mantendo-se, no entanto, inserida no concelho da Calheta.

### Julho
- 1 de julho - Em Portugal, elevação de Raiva, Santa Maria de Sardoura, Silvalde, Bustos, Mamarrosa, Palhaça, Pico de Regalados e Troviscal à categoria de vila.
- 20 a 26 de julho - 13ª Gymnaestrada Mundial em Lisboa, Portugal.
- 22 de julho - Na Guerra do Iraque, morrem os filhos do presidente iraquiano Saddam Hussein.

### Agosto
- 6 de agosto - Morre o fundador da TV Globo Roberto Marinho, aos 98 anos.
- 22 de agosto - Explosão do foguete VLS-1 no Centro de Lançamento de Alcântara mata 21 cientistas brasileiros.
- 26 de agosto - As vilas portuguesas da Gandra, Mealhada, Oliveira do Bairro, Rebordosa, São Salvador de Lordelo, Serpa e Vila Nova de Santo André são elevadas a cidade.
- 27 de agosto - Pela primeira vez em 60 000 anos o planeta Marte passa pela menor distância à Terra, 55 758 006 km.
- O programa de TV de variedades brasileiro Fantástico completa 30 anos e exibe o especial Fantástico 30.

### Setembro
- 3 de setembro - Gilberto Gil recebe o Grammy Latino prêmio de Personalidade do Ano, Miami.
- 10 de setembro - Um helicóptero da Marinha do Brasil perde o controle devido à ação dos ventos e má conservação do veículo; e cai no mar, matando o piloto.
- 20 de setembro - Lançado o Acústico MTV: Charlie Brown Jr. considerado um dos melhores acústicos do Brasil e ganhando certificado de Platina.
- 27 de setembro - A Rede Record completa 50 anos
- 28 de setembro - É exibida a primeira transmissão do programa Pânico na TV

### Outubro
- 1 de outubro - Sancionado o Estatuto da pessoa idosa no Brasil.
- 8 de outubro - Anunciado o noivado de Frederico, Príncipe Herdeiro da Dinamarca e a plebeia australiana Mary Elizabeth Donaldson.
- 10 de outubro - Advogada Shirin Ebadi recebe o Nobel da Paz.
- 15 de outubro - A China se tornar a terceira nação do mundo a enviar o homem ao espaço na nave Shenzhou 5
- 19 de outubro - Início do horário de verão no Brasil: 2003/2004
- 21 de outubro - Consistório Público Ordinário para a criação de novos cardeais, em Roma.
- 24 de outubro - Apple lança o Mac OS X v10.3 Panther.
- 25 de outubro - É inaugurado o Estádio do Sport Lisboa e Benfica.
- 31 de outubro - Mahathir bin Mohamad renuncia ao cargo de primeiro-ministro da Malásia e é substituído pelo vice-primeiro-ministro Abdullah Ahmad Badawi, marcando o fim dos 22 anos de Mahathir no poder.

### Novembro
- 1º e 5 de novembro - O casal Felipe Caffé e Liana Friedenbach são cruelmente assassinados, esse caso é conhecido como Caso Liana Friedenbach e Felipe Caffé.
- 4 de novembro - Lançamento do álbum Live 2003, da banda de rock inglesa Coldplay.[4]
- 8 de novembro - nasceu Lady Luísa Windsor filha dos condes de Wessex, Eduardo e Sophie e também neta da rainha Isabel II
- 17 de novembro - Arnold Schwarzenegger substitui Gray Davis como Governador da Califórnia após um recall que havia acontecido em 7 de outubro do mesmo ano.
- 20 de novembro - Michael Jackson é detido na Califórnia sob a acusação de conduta irregular com menores.
- 26 de novembro - O Último voo oficial do Concorde foi dado a cabo por um British Airways Concorde.

### Dezembro
- 6 de dezembro - A irlandesa Rosanna Davison é eleita Miss Mundo.
- 13 de dezembro - O presidente do Iraque Saddam Hussein foi capturado por tropas americanas.
- 17 de dezembro - Lançado o último filme da trilogia The Lord of the Rings: The Return of the King.
- 23 de dezembro - Recolhimento da moeda de 1 real de aço inox no Banco Central do Brasil.
- 26 de dezembro - Sismo de Bam de 2003 destrói a cidade de Bam, no Irão, causando cerca de 30 000 mortes.
- Homo floresiensis, espécie humana descoberta através de escavações arqueológicas.

## Nascimentos
- 3 de janeiro - Greta Thunberg, ativista ambiental sueca.
- 4 de janeiro - Jaeden Martell, ator norte-americano.
- 4 de fevereiro - Rasmus Højlund, futebolista dinamarquês.
- 20 de fevereiro - Olivia Rodrigo, uma cantora, compositora e atriz norte-americana.
- 28 de março - Pháo, cantora e compositora vietnamita.
- 22 de fevereiro - Isra Hirsi, ativista ambiental norte-americana.
- 13 de abril - Jean Paulo, ator, apresentador e cantor brasileiro.
- 20 de abril - Thanat Danjesda, ator, cantor e dançarino tailandês.
- 12 de maio - Madeleine McCann, cidadã inglesa.
- 29 de junho - Jude Bellingham, futebolista inglês.
- 4 de julho - Krittin Kitjaruwannakul, ator tailandês.
- 5 de julho - Phuwin Tangsakyuen, ator e dublador tailandês.
- 13 de julho - Wyatt Oleff, ator norte-americano.
- 20 de agosto - Gabriel da Bélgica, filho do rei Filipe da Bélgica e de sua esposa, a rainha Matilde.
- 1 de setembro - An Yu-Jin, cantora sul-coreana.
- 3 de setembro - Jack Dylan Grazer, ator norte-americano.
- 18 de setembro - Aidan Gallagher, ator e cantor norte-americano.
- 16 de outubro - Pichetpong Chiradatesakunvong, ator, cantor, dançarino e rapper tailandês.
- 5 de novembro - Pongsapak Udompoch, ator e cantor tailandês.
- 8 de novembro - Lady Luísa Windsor, neta da rainha Isabel II do Reino Unido e de seu marido, o príncipe Filipe, Duque de Edimburgo.
- 16 de novembro - Ana Castela, cantora e compositora brasileira.
- 7 de dezembro - Catarina Amália dos Países Baixos, atual herdeira aparente do Reino dos Países Baixos.

## Mortes

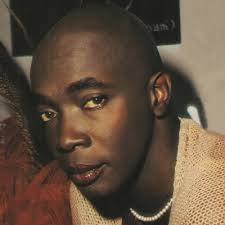
11 de Janeiro - Jorge Lafond, comediante brasileiro (n. 1952).

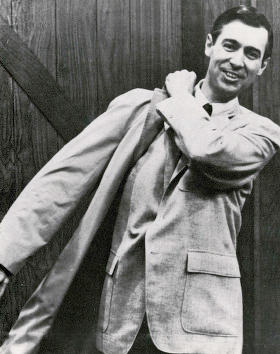
27 de fevereiro - Fred Rogers, apresentador e produtor de televisão norte-americano (n. 1928).

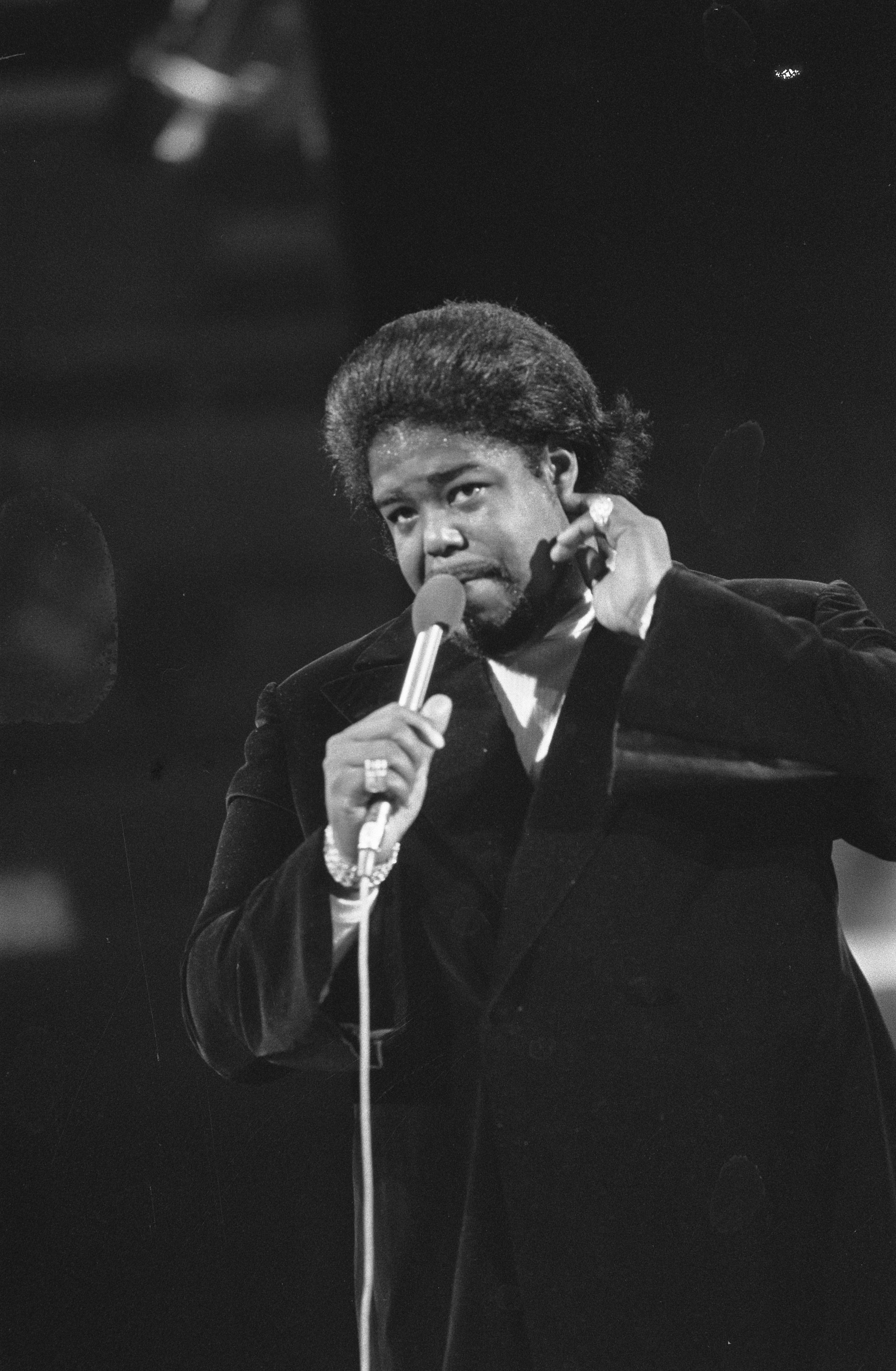
04 de julho - Barry White, cantor norte-americano (n.1944).

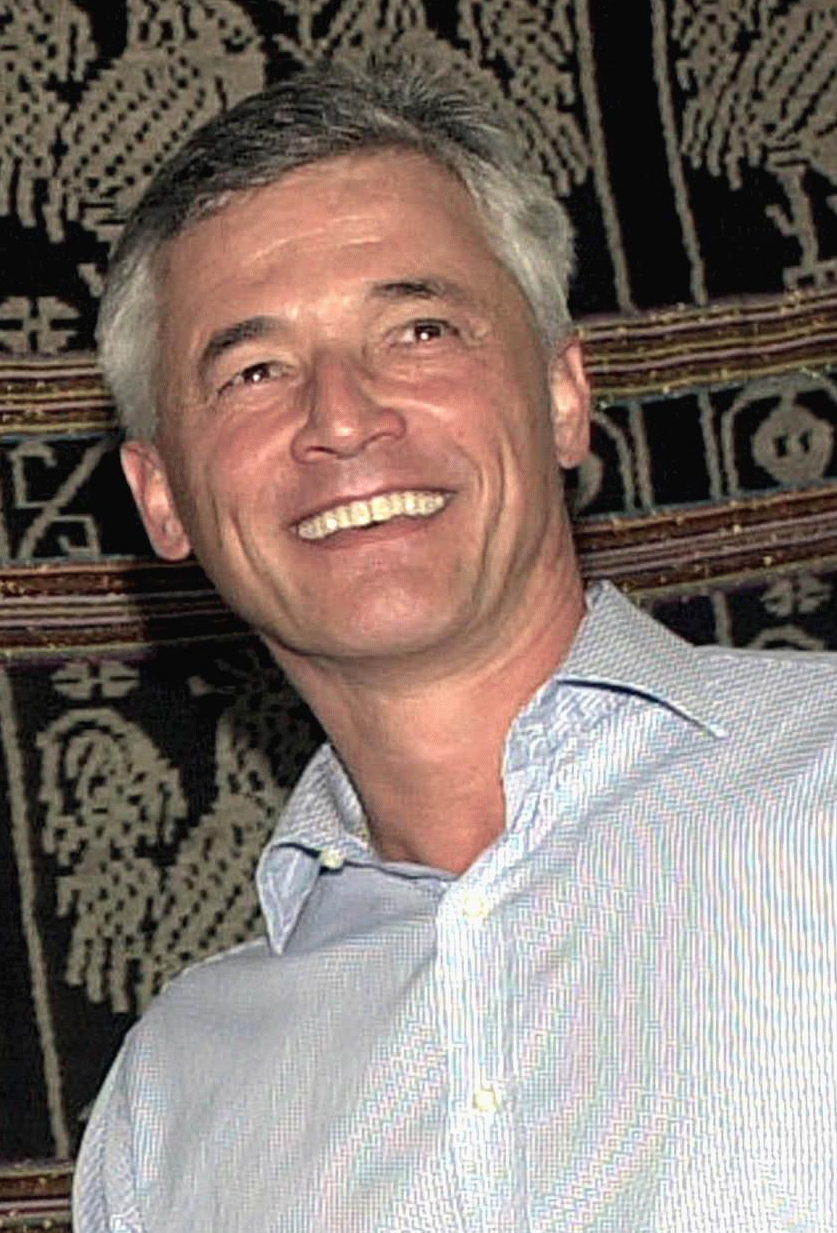
19 de agosto - Sérgio Vieira de Mello, diplomata brasileiro (n. 1948).

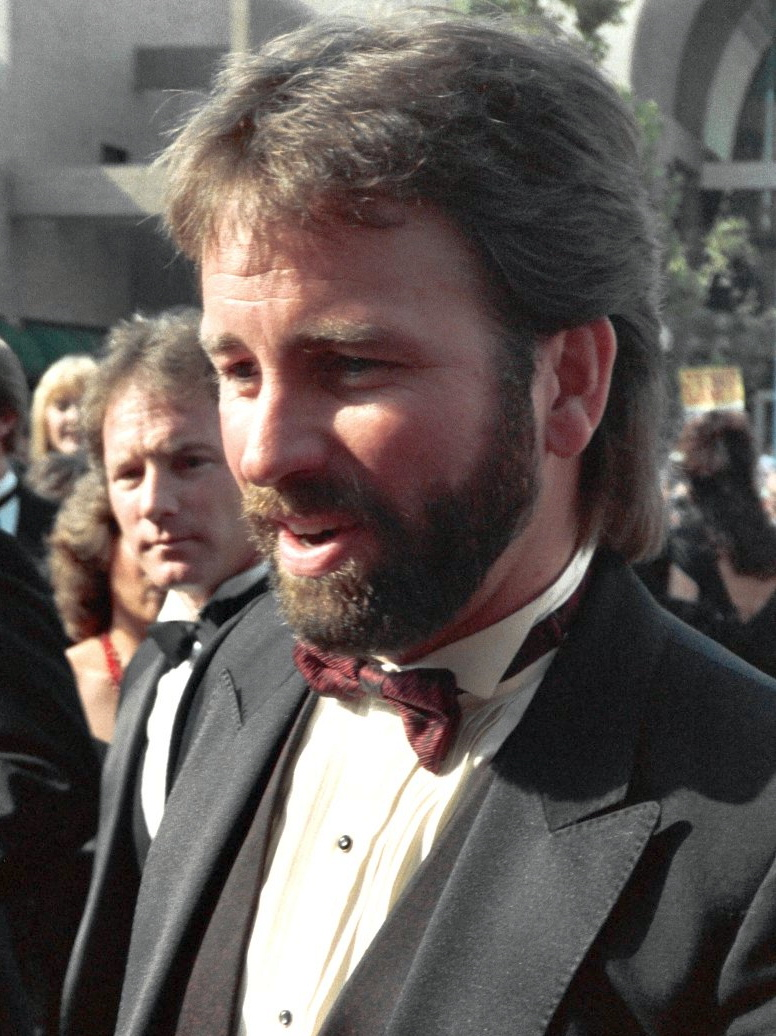
11 de setembro - John Ritter, ator norte-americano (n. 1948).

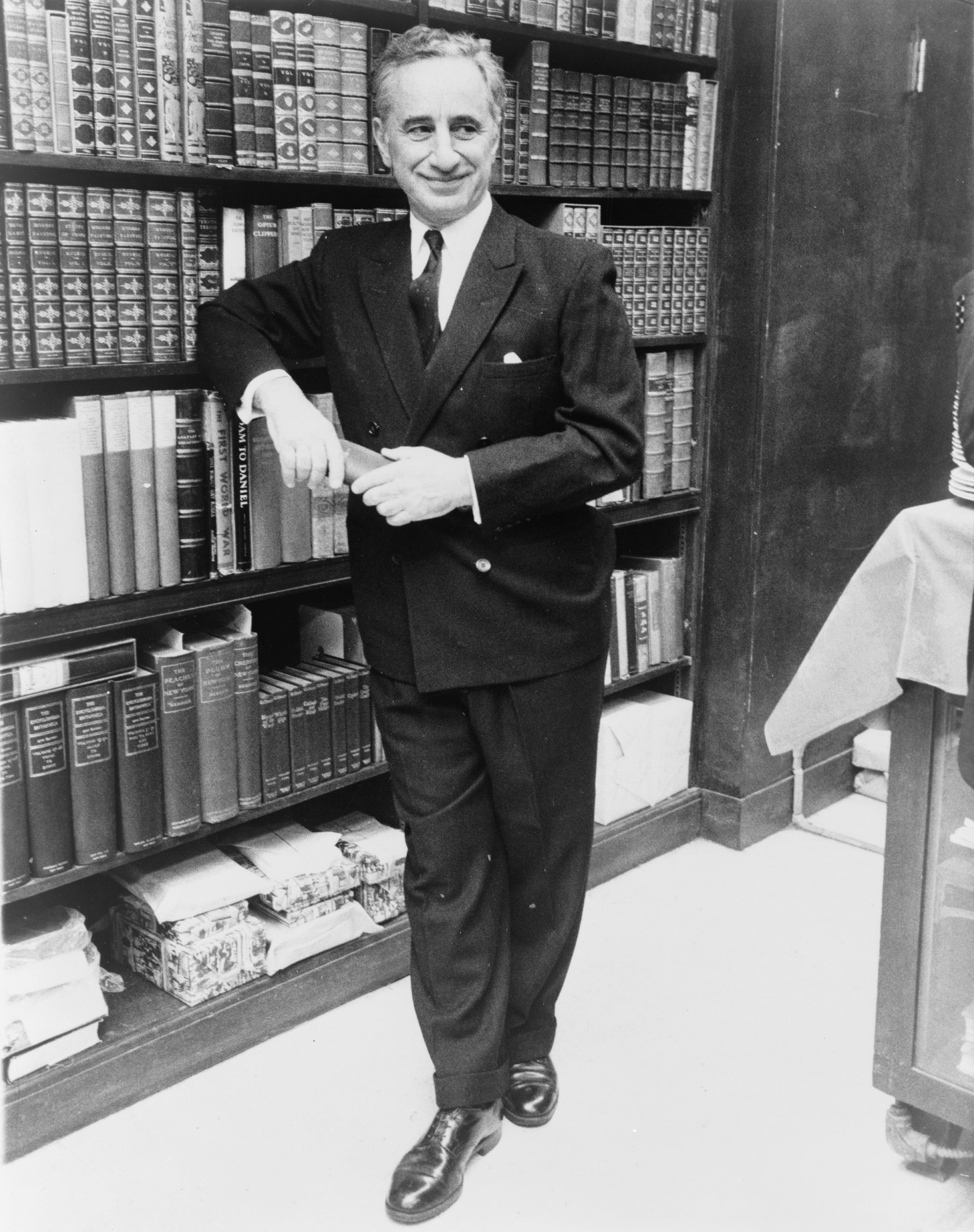
28 de setembro - Elia Kazan, cineasta turco (n. 1909).

- 6 de janeiro - Mamie Till, ativista americana (n. 1921).
- 11 de janeiro - Jorge Laffond, ator brasileiro, famoso por interpretar a personagem Vera Verão na série de televisão A Praça é Nossa (n. 1952).
- 12 de janeiro - Maurice Gibb, Cantor, compositor e músico da banda britânica Bee Gees. (n. 1949).
- 12 de janeiro - Leopoldo Galtieri, militar e ex-presidente argentino (n. 1926).
- 24 de janeiro - Gianni Agnelli, empresário italiano (n. 1921).
- 24 de janeiro - Sabotage, rapper e ator. (n. 1973)
- 28 de janeiro - Cícero Dias, pintor brasileiro (n. 1907).
- 31 de janeiro - Arthur Costa Filho, ator brasileiro (n.1927).
- 3 de fevereiro - João César Monteiro, cineasta português (n. 1939).
- 14 de fevereiro - A ovelha Dolly, primeiro clone de um mamífero adulto, sacrificada aos seis anos (n. 1996).
- 23 de fevereiro - Christopher Hill, historiador inglês (n. 1912).
- 27 de fevereiro - Fred Rogers, pedagogo, artista norte-americano, ministro da Igreja Presbiteriana, apresentador e produtor de televisão americano (n. 1928).
- 3 de março - Horst Buchholz, ator alemão (n. 1933).
- 4 de março - Carlos Kurt, ator e humorista brasileiro. Ficou conhecido por sua participação nos programas e filmes dos Trapalhões (n. 1933).
- 14 de março - João Batista de Castro Dias, deputado estadual do Piauí (n. 1940)
- 1 de abril - Leslie Cheung, cantor, compositor e ator honconguês (n. 1956).
- 7 de abril - Albery Seixas da Cunha, artista plástico brasileiro. (n. 1944).
- 3 de maio - Wilson Vianna, ator brasileiro, apresentador do programa Capitão AZA na TV Tupi. (n. 1928).
- 8 de maio - Elvira Pagã, cantora, atriz e compositora brasileira (n. 1920).
- 14 de maio - Dante Quinterno, desenhista argentino, criador do Patoruzú (n. 1909).
- 26 de maio - Carlos Eduardo Dolabella, ator brasileiro, pai do também brasileiro Dado Dolabella e marido da também atriz Pepita Rodrigues (n. 1937).
- 12 de junho - Gregory Peck, ator norte-americano (n. 1916).
- 15 de junho - Hume Cronyn, ator canadense (n. 1911)
- 18 de junho - Fernando de Paços, poeta e dramaturgo português (n. 1923).
- 27 de junho -  Walter Hugo Khouri, cineasta brasileiro (n. 1929).
- 29 de junho -  Katharine Hepburn, atriz norte-americana (n. 1906).
- 2 de julho - Amadeu Meireles, radialista português e autor de programas de rádio (n. 1928).
- 8 de julho - Tarcísio de Miranda Burity intelectual, político ex-governador do Estado da Paraíba, escritor e professor universitário brasileiro.
- 22 de julho - Uday Hussein e Qusay Hussein, filhos do presidente iraquiano deposto Saddam Hussein.
- 24 de julho - Rogério Cardoso, ator e comediante brasileiro (n. 1937).
- 27 de julho - Bob Hope, ator e comediante norte-americano (n. 1903).
- 29 de julho - Afonso Brazza, ator e cineasta brasileiro (n. 1955).
- 6 de agosto - Roberto Marinho, jornalista, empresário de mídia, dono das Organizações Globo (n. 1904).
- 9 de agosto - Mílton George Henschel, quinto presidente da Sociedade Torre de Vigia de Bíblias e Tratados (n. 1920).
- 16 de agosto - Idi Amin, ex-ditador de Uganda (n. 1928).
- 19 de agosto - Sérgio Vieira de Mello, diplomata brasileiro (n. 1948).
- 30 de agosto - Charles Bronson, ator estadunidense (n. 1921).
- 8 de setembro - Leni Riefenstahl, cineasta alemã (n. 1902).
- 11 de setembro - John Ritter, ator norte-americano (n. 1948).
- 12 de setembro - Johnny Cash, cantor e compositor norte-americano (n. 1932).
- 19 de setembro - Kenneth Hagin, pastor Estado-unidense (n. 1917).
- 28 de setembro - Elia Kazan, cineasta turco (n. 1909).
- 4 de outubro - José Carlos Martinez, foi um administrador de empresas e político brasileiro, dono da rede de TV CNT. (n. 1948).
- 19 de outubro - Road Warrior Hawk, lutador profissional de Wrestling americano (n. 1957).
- 12 de novembro
  - Jonathan Brandis, ator norte-americano (n. 1976).
  - Kay E. Kuter, ator norte-americano (n. 1925).
- 30 de novembro - Earl Bellamy, cineasta norte-americano (n. 1917).
- 4 de dezembro - Maria de Arruda Müller, educadora e poetisa brasileira (n. 1898).
- 12 de dezembro - Heydar Aliyev, presidente do Azerbaijão (n. 1923).
- 19 de dezembro - Ian Frid, cineasta russo-soviético (n. 1908).

## Por tema
- 2003 no Brasil
- 2003 na ciência
- 2003 no cinema
- 2003 no desporto
- 2003 nos jogos eletrônicos
- 2003 na literatura
- Mortes em 2003
- 2003 na música
- 2003 na televisão

## Prémio Nobel
- Física - Alexei Alexeevich Abrikosov, Vitaly Lazarevich Ginzburg, Anthony James Leggett.
- Química - Peter Agre, Roderick MacKinnon.
- Medicina - Paul Lauterbur, Sir Peter Mansfield
- Literatura - John Maxwell Coetzee.
- Paz - Shirin Ebadi.

## Epacta e idade da Lua
| Epacta gregoriana | 28 (XXVIII) |
| Idade da Lua      | Letra N     |